# Brumado
Brumado je brazilské město ve státě Bahia v severovýchodním regionu, přesněji v mezoregionu na jihu střední části státu, ve stejnojmenném mikroregionu. Leží 555 km od hlavního města státu Salvadoru v nadmořské výšce 454  m. Jeho teritoriální rozloha je 2 207,612 km2, rozloha městské zástavby činí 2 174 km2. Podle údajů z brazilského institutu geografie a statistiky (IBGE) se počet obyvatel v roce 2016 odhaduje na 69 473. Index lidského rozvoje (HDI) je 0656 (střední).
Brumado je známé jako "Hlavní město rudy", protože má v podloží značné nerostné bohatství, které je základem jeho ekonomiky. Funguje zde řada těžebních společností.
Město sousedí s obcemi Livramento de Nossa Senhora, Dom Basílio, Aracatu, Rio de Contas, Malhada de Pedras, Tanhaçu, Ituaçu, Rio do Antônio, Lagoa Real a Caraíbas. Protéká jím stejnojmenná řeka Brumado, jež tvoří hranici s městem Rio de Contas a s oblastí Chapada Diamantina.